# Olde West Chester
Olde West Chester és una concentració de població designada pel cens dels Estats Units a l'estat d'Ohio. Segons el cens del 2000 tenia 232 habitants.

## Demografia
Segons el cens del 2000, Olde West Chester tenia 232 habitants, 85 habitatges, i 62 famílies. La densitat de població era de 255,9 habitants/km².
Dels 85 habitatges en un 41,2% hi vivien nens de menys de 18 anys, en un 58,8% hi vivien parelles casades, en un 11,8% dones solteres, i en un 25,9% no eren unitats familiars. En el 15,3% dels habitatges hi vivien persones soles el 4,7% de les quals corresponia a persones de 65 anys o més que vivien soles. El nombre mitjà de persones vivint en cada habitatge era de 2,73 i el nombre mitjà de persones que vivien en cada família era de 3,1.
Per edats la població es repartia de la següent manera: un 26,7% tenia menys de 18 anys, un 5,2% entre 18 i 24, un 36,2% entre 25 i 44, un 23,3% de 45 a 60 i un 8,6% 65 anys o més.
L'edat mediana era de 37 anys. Per cada 100 dones de 18 o més anys hi havia 88,9 homes.
La renda mediana per habitatge era de 85.159 $ i la renda mediana per família de 87.187 $. Els homes tenien una renda mediana de 45.357 $ mentre que les dones 31.667 $. La renda per capita de la població era de 29.342 $. Aproximadament l'11,9% de les famílies i el 7,9% de la població estaven per davall del llindar de pobresa.

## Poblacions més properes
El següent diagrama mostra les poblacions més properes.